# ۶۳۲ (میلادی)
۶۳۲ (میلادی) ششصد و سی و دومین سال تقویم میلادی است.

## رویدادها
- شرکت پیامبر اسلام در آخرین حج عمر خود و نصب علی بن ابی‌طالب به عنوان جانشینش در غدیر خم.به روایت مذهب شیعه
- به خلافت رسیدن ابوبکر پس ازرحلت پیامبر اسلام.

## درگذشتگان
- ۸ ژوئن - محمدبن‌عبدالله، پیامبر اسلام
- ۲۸ اوت - فاطمه زهراء، دختر محمد.

‎